# Borstendolden
Die Borstendolden oder Klettenkerbel (Torilis) sind eine Pflanzengattung innerhalb der Familie der Doldenblütler (Apiaceae).

## Beschreibung

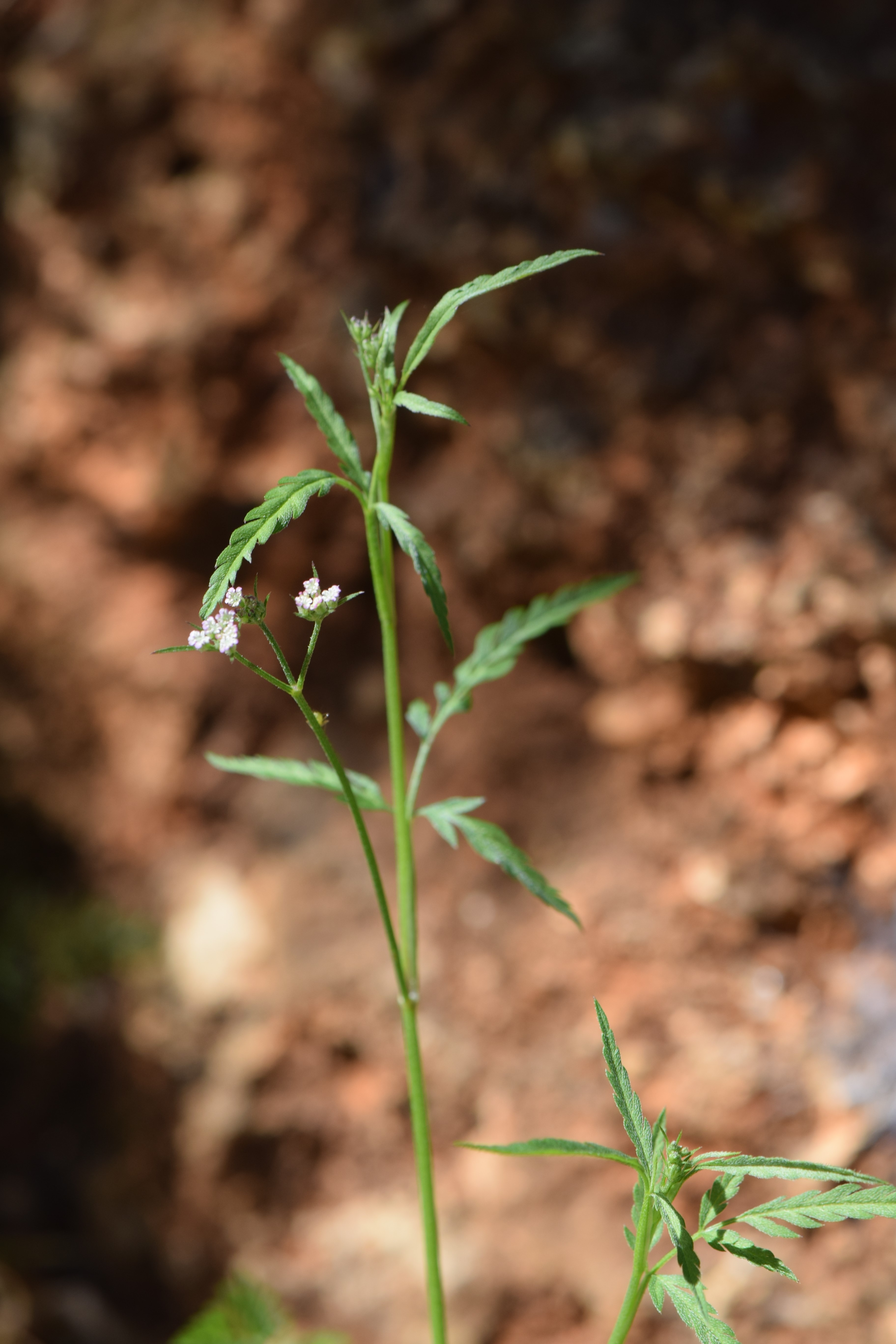
Torilis africana

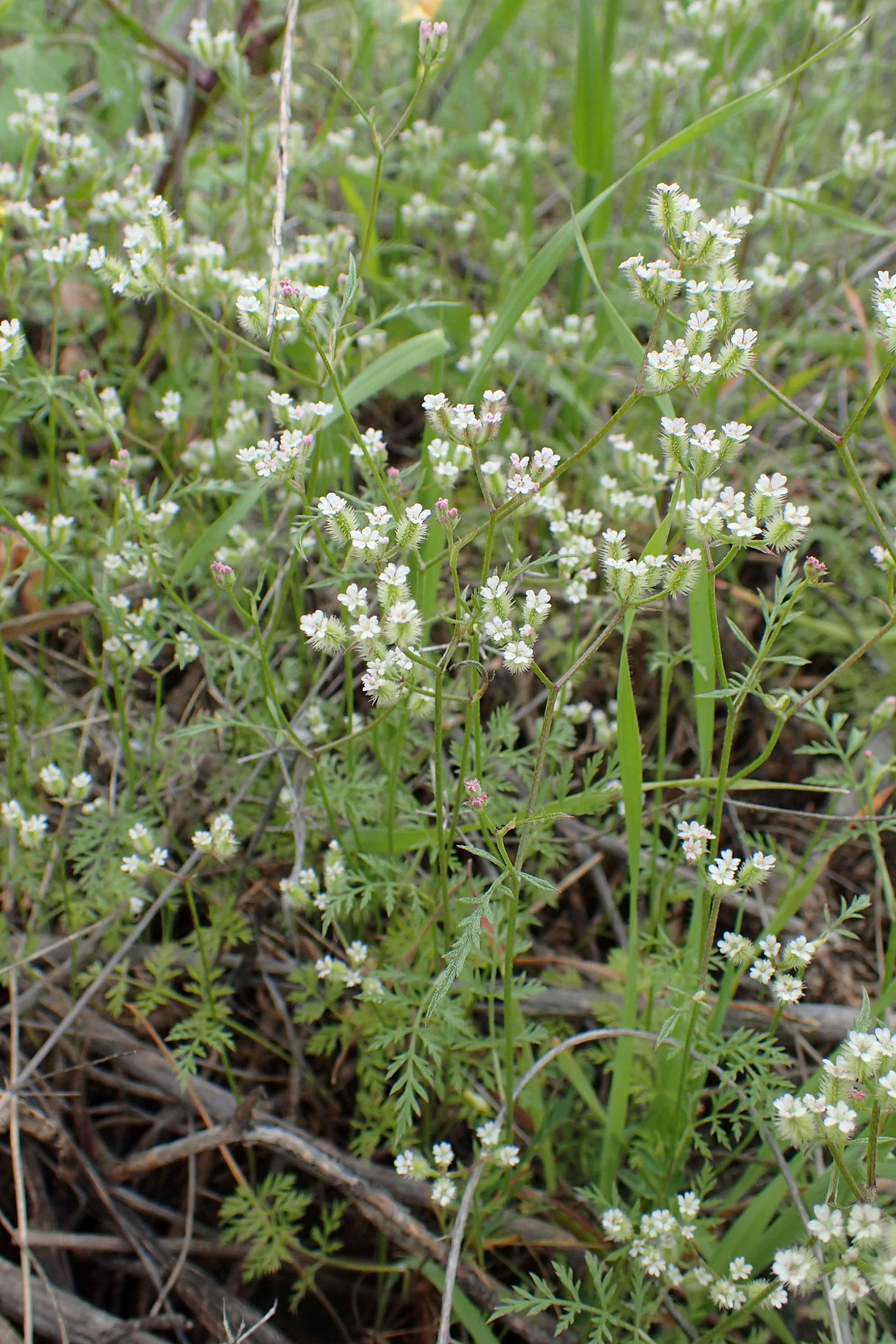
Torilis leptophylla

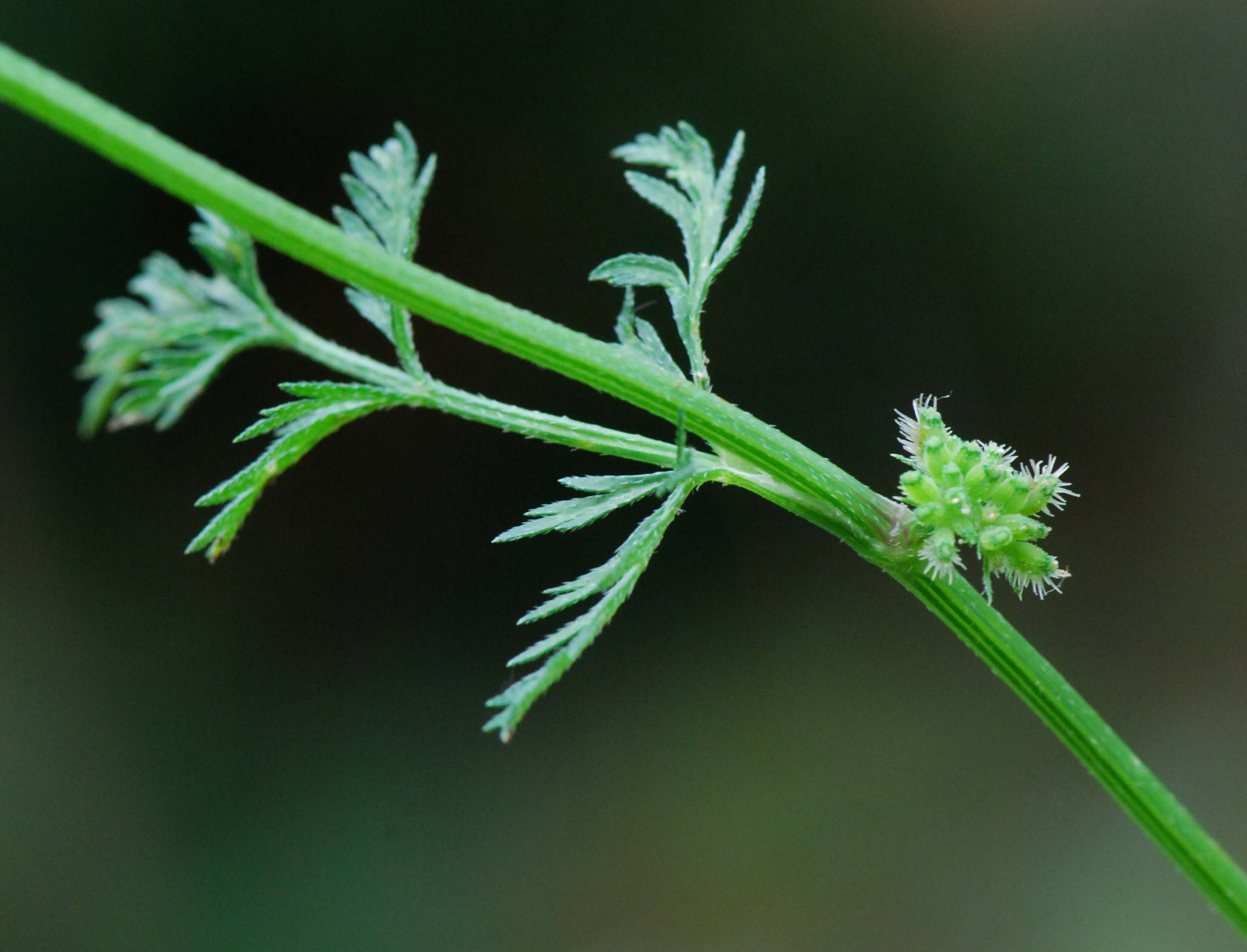
Knotiger Klettenkerbel (Torilis nodosa)

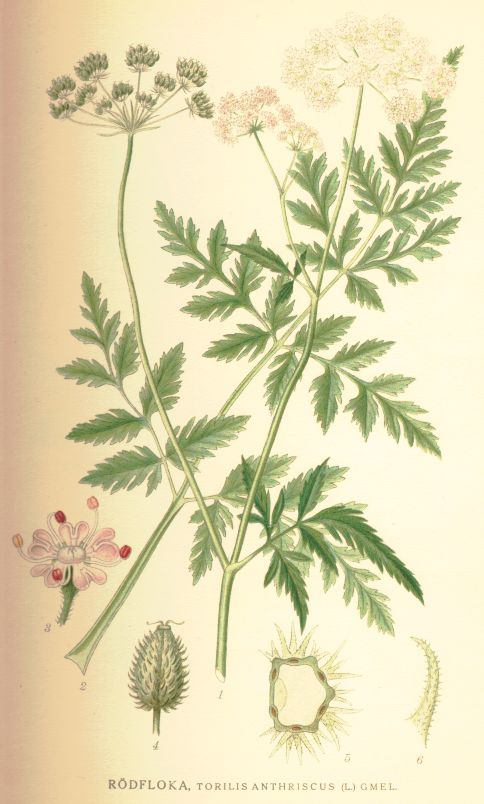
Illustration des Gewöhnlichen Klettenkerbel (Torilis japonica)

### Vegetative Merkmale
Torilis-Arten sind ein- bis zweijährige, außerhalb Europas selten auch mehrjährige krautige Pflanzen. Die oberirdischen Pflanzenteile sind meist kurz und anliegend, rau behaart. Die wechselständig angeordneten Laubblätter sind in Blattstiel und -spreite gegliedert. Die Blattspreiten sind ein- bis zweifach gefiedert oder fiederschnittig. Die Endabschnitte sind dabei lanzettlich bis länglich und tief fiederig gezähnt oder gelappt.

### Generative Merkmale
In end- oder blattachselständigen, lockeren bis dichten, doppeldoldigen Blütenständen befinden sich viele Blüten. Hüllblätter sowie Hüllchenblätter fehlen oder sind nur sehr wenige vorhanden.
Die Blüten besitzen eine doppelte Blütenhülle. Die haltbaren, kleinen bis sehr kleinen Kelchzähne sind dreieckig oder lanzettlich. Die weißen oder manchmal rosafarben überlaufenen oder rötlichen Kronblätter sind verkehrt-eiförmig; am oberen Ende mit einem eingeschlagenen Läppchen. Die äußeren sind oft etwas größer.
Der Kelch ist an der Frucht vorhanden. Die rundlich-eiförmigen, eiförmigen oder länglichen Doppelachänen sind seitlich abgeflacht, mit schmaler Fugenfläche. Die fast stielrunden Teilfrüchte besitzen fünf dünnen Hauptrippen sind mit Stacheln oder Borsten besetzt, die durch 20 bis 50 µm hohe Papillen rau sind und bei den meisten Arten an der Spitze hakenförmig gekrümmt sind. Das Karpophor ist zweiteilig.

## Systematik und Verbreitung
Die Gattung Torilis wurde 1763 durch Michel Adanson in Familles des Plantes, Band 1, S. 99 aufgestellt. Synonyme für Torilis Adans. sind Chaetosciadium Boiss. und Lappularia Pomel.
Die Gattung Torilis gehört zur Subtribus Torilidinae aus der Tribus Scandiceae in der Unterfamilie Apioideae innerhalb der Familie Apiaceae.
Das Verbreitungsgebiet der Gattung Torilis umfasst Eurasien, Afrika, die Neue Welt und Neuseeland. Von den weltweit 15 bis 20 Torilis-Arten kommen in Europa etwa zehn Arten vor. In Deutschland gibt es die drei Arten: Acker-Klettenkerbel (Torilis arvensis), Gewöhnlicher Klettenkerbel (Torilis japonica), Knotiger Klettenkerbel (Torilis nodosa).
Es gibt 15 bis 20 Torilis-Arten:
- Torilis africana Spreng. (Syn.: Torilis arvensis subsp. heterophylla (Guss.) Thell., Torilis arvensis subsp. purpurea (Ten.) Hayek): Sie ist im Mittelmeerraum und in Vorderasien ostwärts bis Afghanistan weitverbreitet.[6]
- Acker-Klettenkerbel (Torilis arvensis (Huds.) Link): Das Verbreitungsgebiet umfasst West- und Mitteleuropa, den Mittelmeerraum, Vorder- und Zentralasien sowie das tropische Afrika.[6] Es gibt drei Unterarten:[3]
  - Torilis arvensis (Huds.) Link subsp. arvensis[3][1]
  - Torilis arvensis subsp. neglecta (Spreng.) Thell.[3][1]
  - Torilis arvensis subsp. recta Jury[3]
- Torilis chrysocarpa  Boiss. & C.I.Blanche: Sie kommt im Libanon, Irak und im westlichen Iran vor.[6][3][1]
- Torilis elongata  (Hoffmanns. & Link) Samp. (Syn.: Torilis arvensis subsp. elongata  (Hoffmanns. & Link) Cannon): Sie ist in Südeuropa, Vorderasien und Nordafrika verbreitet.[3]
- Torilis gaillardotii  (Boiss.) Drude: Sie kommt nur in Israel und Syrien vor.[3]
- Gewöhnlicher Klettenkerbel (Torilis japonica (Houtt.) DC.): Er ist als Ruderalpflanze in Eurasien weitverbreitet.[5]
- Torilis leptocarpa (Hochst.) C.C.Towns. (Syn.: Torilis sintenisii Freyn, Torilis stenocarpa C.C.Towns.): Sie kommt im östlichen Anatolien, Syrien, Irak und nördlichen Iran vor.[3][6][1]
- Torilis leptophylla (L.) Rchb. f.: Sie ist in Südeuropa, Nordafrika und in Vorderasien ostwärts bis Pakistan verbreitet.[3][6][1]
- Torilis nemoralis (Brullo) Brullo & Giusso: Sie kommt nur auf Sizilien vor.[3]
- Knotiger Klettenkerbel (Torilis nodosa (L.) Gaertn.): Er ist in West- und Mitteleuropa, Makaronesien, dem Mittelmeerraum und in Südwest- und Südasien weitverbreitet.[3][6][1]
- Torilis pseudonodosa Bianca (Syn.: Torilis webbii Jury):[3] Sie ist in Südeuropa, Nordafrika und Vorderasien verbreitet.[3]
- Torilis scabra (Thunb.) DC.: Sie ist in der Volksrepublik China, Japan sowie Korea verbreitet.[5]
- Torilis stocksiana (Boiss.) Koso-Pol.: Sie ist vom Irak über Aserbaidschan und Transkaukasien ostwärts bis Pakistan und südwärts bis zur Arabischen Halbinsel verbreitet.[3][6][1]
- Torilis tenella (Delile) Rchb. f.: Sie ist im östlichen Mittelmeerraum und in Vorderasien bis zum westlichen Iran verbreitet.[3][6][1]
- Torilis trichosperma (L.) Spreng. (Syn.: Chaetosciadium trichospermum (L.) Boiss.): Sie ist in Vorderasien von Syrien bis zur Sinai-Halbinsel verbreitet.[3][1]
- Torilis triradiata Boiss. & Heldr.: Dieser Endemit kommt nur in Anatolien vor.[3]
- Torilis ucranica Spreng.: Sie ist in Ost- und Südosteuropa sowie in der Türkei verbreitet.[3]